# Halictophagus acutus
Halictophagus acutus är en insektsart som beskrevs av Richard Mitchell Bohart 1943. Halictophagus acutus ingår i släktet Halictophagus och familjen kamvridvingar. Inga underarter finns listade i Catalogue of Life.